# Boschia acutifolia
Boschia acutifolia är en malvaväxtart som beskrevs av Maxwell Tylden Masters. Boschia acutifolia ingår i släktet Boschia och familjen malvaväxter. Inga underarter finns listade i Catalogue of Life.